# 宮腰裕之
宮腰　裕之（みやこし　ひろゆき、1960年7月21日 - ）は、北海道出身の、日本の柔道選手である。階級は71kg級と78kg級。身長172cm。

## 経歴
国士舘高校2年の時にインターハイの中量級で2位となった。東海大学2年の時には新人体重別71kg級で同じ東海大学の久野裕久を破って優勝を飾った。4年の時には講道館杯で3位だったが、正力杯では天理大学の鴨川裕美を破って優勝した。嘉納杯では決勝で東海大学大学院の中西英敏に敗れて2位だったものの、フィンランドのユヴァスキュラで開催された世界学生では個人戦と団体戦で2冠を達成した。初開催となった正力国際でも78kg級の初代チャンピオンになった。
1983年には警視庁の所属となると、講道館杯で3位になった。1984年の講道館杯でも3位だった。その後階級を78kg級に上げると、1986年の体重別で3位になった。1987年の講道館杯では3位だった。1988年の講道館杯では決勝で京葉ガスの赤星陽治に敗れて2位だった。

## 戦績
- 1977年 -　インターハイ　2位中量級

71kg級での戦績
- 1980年 -　新人体重別　優勝
- 1982年 -　講道館杯　3位
- 1982年 -　正力杯　優勝
- 1982年 -　嘉納杯　2位
- 1982年 -　世界学生　個人戦　優勝　団体戦　優勝
- 1983年 -　正力国際　優勝
- 1983年 -　講道館杯　3位
- 1983年 -　フィンランド国際　優勝
- 1984年 -　フランス国際　3位
- 1984年 -　講道館杯　3位

78kg級での戦績
- 1986年 -　体重別　3位
- 1987年 -　講道館杯　3位
- 1988年 -　講道館杯　2位

(出典、JudoInside.com)。